# Hercules Sullanus
L'Hercules Sullanus (in italiano Ercole Sillano) era una statua o un sacello dedicato a Ercole sull'Esquilino verosimilmente da Lucio Cornelio Silla per la sua vittoria su Gaio Mario.
L'unica attestazione di questo monumento è nei Cataloghi regionari.
Probabilmente sorgeva nei pressi del cosiddetto tempio di Minerva Medica (in realtà un ninfeo), a est di piazza Vittorio Emanuele II.